# United Shoe Machinery de France
Pour les articles homonymes, voir United.
 (juillet 2016).
Si vous disposez d'ouvrages ou d'articles de référence ou si vous connaissez des sites web de qualité traitant du thème abordé ici, merci de compléter l'article en donnant les références utiles à sa vérifiabilité et en les liant à la section « Notes et références ».
La United Shoe Machinery de France (ou of France), connue sous les noms abrégés de United et USM France, est une compagnie fabriquant des machines industrielles. Originellement, la compagnie fabriquait des machines pour l'industrie de la chaussure, aujourd'hui elle fabrique aussi des machines pour des industries connexes comme le textile, la maroquinerie et le cuir.
L'histoire de la United Shoe Machinery de France est un exemple typique de l'entrée du capital nord-américain et de ses méthodes dans l'industrie française du début du XXe siècle.

## Histoire

### Origines
À l'origine se trouve un des principaux trusts des États-Unis, issu de la réunion en 1899 de trois grandes entreprises spécialisées dans la machine-outil, et qui décide d'investir le secteur du cuir et de la chaussure. Très vite l'USM Corporation domine le marché nord-américain puis crée une filiale en France.
Celle-ci construit en 1912 à Ivry, dans la banlieue de Paris, une usine particulièrement moderne dans sa conception. C'est le prototype français du bâtiment industriel nouveau sur armature métallique avec des étages et une terrasse, une innovation architecturale qui fera école en France. L'architecte français est Paul See qui suit des plans conçus aux États-Unis, sans doute sur le modèle d'Ernest L. Ransome qui avait construit un bâtiment industriel de type nouveau à Beverly, dans le Massachusetts, pour la maison-mère. Une partie du bien d'Ivry dit « bâtiment américain » a été classé monument historique en 1996.
Pendant la Première Guerre mondiale, les Américains améliorent leurs brevets et, surtout, en déposent de nouveaux pendant que les Européens se battent. À l'armistice, l'United de France domine le marché français de la chaussure, sellerie, bourrellerie, cordonnerie, etc. Les machines sont excellentes mais elles ne sont pas toutes vendues, certaines sont louées avec paiement d'une prime de dépôt, installation de compteurs, passage de contrôleurs-régleurs-réparateurs. On signale des refus de location à des industriels qui refusent de s'équiper totalement en matériel United. Cette pratique donne lieu à des contentieux judiciaires aux États-Unis et en France (monopole).
Par ailleurs, disposant des meilleurs brevets, l'United France pratique une fructueuse politique de licences.
Vers 1930, l'United Shoe Machinery fournit au niveau mondial entre 65 % et 80 % des machines à fabriquer les chaussures, fait face à la grande crise de 1929 avec une aisance relative et conduit une politique sociale généreuse. En France, le siège de l'United France est situé à Paris, au 5 de la rue de Dunkerque, entre Gare de l'Est et Gare du Nord. La société dispose aussi de plusieurs succursales, ateliers ou petites usines en province mais surtout de l'usine d'Ivry.
Voir Manufacture des œillets

### Depuis 1945
À la fin de la Seconde Guerre mondiale, l'United France rebondit grâce au plan Marshall et participe ainsi au processus d'américanisation.
L'United Shoe Machinery Corporation connaît des difficultés multiples dans les années 1960, notamment quand le gouvernement américain remet en cause son monopole et ses pratiques qui lui assurent environ 80 à 90 % des fabrications mondiales de machines pour l'industrie de la chaussure. Il en est de même de sa filiale française. 
En 2008, il existe toujours une Société Nouvelle USM France dont le siège est à La Romagne (Maine-et-Loire) qui a pris la suite de l'United et joue un rôle dans la filière cuir, secteur en fort déclin en France.